# 白塔之欲
《白塔之欲》（西班牙語：Respira）是Netflix原創西班牙醫療劇情電視劇。由《菁英殺機》主創者卡洛斯·蒙特羅開創兼編劇，大衛·皮尼洛斯和瑪塔·豐特·帕斯奎爾（Marta Font Pascual）共同執導，演員陣容包括納瓦·尼姆利、艾坦娜·桑琪絲-吉洪、布蘭卡·蘇亞雷斯、博爾哈·路納、曼諾·瑞亞斯、霍安·福尼亞斯以及阿方索·巴薩維。
首季於2024年8月30日在Netflix全球同步上線。2024年6月19日，Netflix於首季開播前已續訂第二季。

## 劇情
瓦倫西亞華金索羅亞公共醫院（Joaquín Sorolla Hospital）的醫護人員為了公共醫保的問題進行罷工，導致醫院總是人滿為患，其他未參加罷工的醫護人員經常在人手不足的情況下治療患者。

## 演員及角色

### 主要角色
- 納瓦·尼姆利（英语：Najwa Nimri） 飾演 派翠莎·賽古拉（Patricia Segura）：瓦倫西亞自治區主席，罹患乳癌。
- 艾坦娜·桑琪絲-吉洪 飾演 琵拉·阿瑪羅（Pilar Amaro）：外科主任，歐斯卡的母親。
- 布蘭卡·蘇亞雷斯 飾演 潔西卡·多諾索（Jésica Donoso）：外科主治醫師。
- 曼諾·瑞亞斯 飾演 比爾·迪菲力培（Biel de Felipe）：實習住院醫師，派翠莎的朋友。
- 博爾哈·路納（西班牙语：Borja Luna） 飾演 內斯托·摩亞（Néstor Moa）：腫瘤科主治醫師，罷工發起人。
- 安娜·拉約（Ana Rayo）飾演 蕾歐·山塔鮑（Leo Santapau）：婦科主治醫師，尤易斯的妻子，雨果的母親。
- 阿方索·巴薩維（西班牙语：Alfonso Bassave） 飾演 尤易斯·喬奈特（Lluís Jornet）：醫院院長，蕾歐的丈夫，雨果的父親。
- 霍安·福尼亞斯（西班牙语：Xoán Fórneas） 飾演 安立奎·「奇奎」·羅曼（Enrique "Quique" Román）：實習麻醉師，在同志派對認識歐斯卡。
- 瑪卡蕾娜·魯埃達（Macarena de Rueda）飾演 蘿希歐·傅斯特（Rocío Fuster）：急診主治醫師，梅伊的女友。
- 瑪瓦·巴哈特（Marwa Bakhat）飾演 梅依·薩德（May Sader）：即將臨盆的婦科住院醫師，蘿希歐的女友。
- 布蘭卡·馬丁尼斯·羅德里戈（Blanca Martínez Rodrigo） 飾演 布蘭卡（Blanca）：急診護理師。
- 拉法·維杜戈（Rafa Verdugo）飾演 歐斯卡·阿瑪羅（Óscar Amaro）：琵拉之子，在派對上嗑藥過量昏倒被奇奎送到母親工作的醫院。

### 常設角色
- 維克多·塞因斯（Víctor Sáinz）飾演 羅德里戈·「羅德里」·多諾索（Rodrigo "Rodri" Donoso）：菜鳥醫師，潔西卡的弟弟。
- 哈維爾·巴列斯特羅斯（Javier Ballesteros）飾演 艾米利歐（Emilio Alto）：派翠莎的幕僚。
- 亞布麗爾·薩莫拉（英语：Abril Zamora） 飾演 妮伍絲（Neus）：心理諮商師。
- 亞利克斯·梅迪納（Álex Medina）飾演 雨果·喬奈特·山塔鮑（Hugo Jornet Santapau）：蕾歐與尤易斯之子，涉嫌酒後性侵少女。

## 集數

### 影集概覽
| 季數 | 集数 | 集数 | 上線日期      | 上線日期      |
| ---- | ---- | ---- | ------------- | ------------- |
| 1    | 8    | 8    | 2024年8月30日 | 2024年8月30日 |

### 第1季（2024年）
| 總集數 | 集數 （季） | 標題       | 導演                    | 編劇                                         | 上線日期      |
| ------ | ----------- | ---------- | ----------------------- | -------------------------------------------- | ------------- |
| 1      | 1           | 勝於一切   | 大衛·皮尼洛斯           | 卡洛斯·蒙特羅                                | 2024年8月30日 |
| 2      | 2           | 當醫生的料 | 大衛·皮尼洛斯           | 卡洛斯·蒙特羅、卡洛斯·魯阿諾（Carlos Ruano） | 2024年8月30日 |
| 3      | 3           | 我們要停工 | 大衛·皮尼洛斯           | 卡洛斯·魯阿諾                                | 2024年8月30日 |
| 4      | 4           | 我相信你   | 大衛·皮尼洛斯           | 卡洛斯·魯阿諾、帕布洛·派因斯（Pablo Paiz）   | 2024年8月30日 |
| 5      | 5           | 罷工       | 瑪塔·豐特（Marta Font） | 吉列爾莫·埃斯克里巴諾（Guillermo Escribano） | 2024年8月30日 |
| 6      | 6           | 堅持到底   | 瑪塔·豐特               | 卡洛斯·魯阿諾、帕布洛·派因斯                 | 2024年8月30日 |
| 7      | 7           | 一片焦土   | 瑪塔·豐特               | 吉列爾莫·埃斯克里巴諾、卡洛斯·蒙特羅         | 2024年8月30日 |
| 8      | 8           | 切斷低壓   | 大衛·皮尼洛斯           | 卡洛斯·魯阿諾                                | 2024年8月30日 |

## 製作
2024年5月9日，Netflix公布了由El Desorden Crea製作的首部Netflix西班牙醫療劇即將於2024年下旬播出。《菁英殺機》的卡洛斯·蒙特羅為本劇的主創者、編劇兼執行製作人；大衛·皮尼洛斯和瑪塔·豐特·帕斯奎爾（Marta Font Pascual）共同執導；迭戈·貝坦科爾（Diego Betancor）和卡洛斯·魯阿諾（Carlos Ruano）擔任執行製作人；魯阿諾、吉列爾莫·埃斯克里巴諾（Guillermo Escribano）和帕布洛·派因斯（Pablo Paiz）等人共同擔任編劇，主要演員陣容包括《紙房子》的納瓦·尼姆利、《平行母親》的艾坦娜·桑琪絲-吉洪、《接線女孩》的布蘭卡·蘇亞雷斯、《菁英殺機》的曼諾·瑞亞斯、《接線女孩》的博爾哈·路納和阿方索·巴薩維。

## 發行
前導預告於2024年7月31日發行。電視劇首季於同年8月30日正式在Netflix首播。

## 外部連結
- 在Netflix上觀看《白塔之欲》
- 互联网电影数据库（IMDb）上《白塔之欲》的资料（英文）
- 豆瓣电影上《白塔之欲》的資料 （简体中文）